# Детское (Крым)
Де́тское (до 1948 года Джолманчи́к; крымскотат. Colmançıq, Джолманчыкъ) — упразднённое село в Симферопольском районе Крыма, включённое в состав Пионерского. Ныне северо-западная часть села в балка Урта-Джилга.

## История
Впервые в исторических документах встречается на подробной карте 1892 года, где обозначена деревня Джолманчик с 8 дворами с русским населением. В Статистическом справочнике Таврической губернии 1915 года в Подгородне-Петровской волости Симферопольского уезда значится деревня Джалман, она же Джалманчик. В дальнейшем в доступных источниках до обозначения на карте 1941 года не упоминается.
В 1944 году, после освобождения Крыма от фашистов, согласно Постановлению ГКО № 5859 от 11 мая 1944 года, 18 мая крымские татары были депортированы в Среднюю Азию. 12 августа того же года было принято постановление № ГОКО-6372с «О переселении колхозников в районы Крыма» и в сентябре 1944 года в район приехали первые новосёлы (214 семей) из Винницкой области, а в начале 1950-х годов последовала вторая волна переселенцев из различных областей Украины. С 25 июня 1946 года Джолманчик в составе Крымской области РСФСР. Указом Президиума Верховного Совета РСФСР от 18 мая 1948 года, Джолманчик переименован в Детское 26 апреля 1954 года Крымская область была передана из состава РСФСР в состав УССР. Решением Крымоблисполкома от 8 сентября 1958 года № 834 Детское включено в состав Пионерского (согласно справочнику «Крымская область. Административно-территориальное деление на 1 января 1968 года» — в период с 1954 по 1968 годы).